# 로베르튀스 데이크흐라프
로베르튀스 (로버르트) 헨리퀴스 데이크흐라프(네덜란드어: Robbert(us) Henricus Dijkgraaf)는 네덜란드의 수리물리학자이다.

## 생애

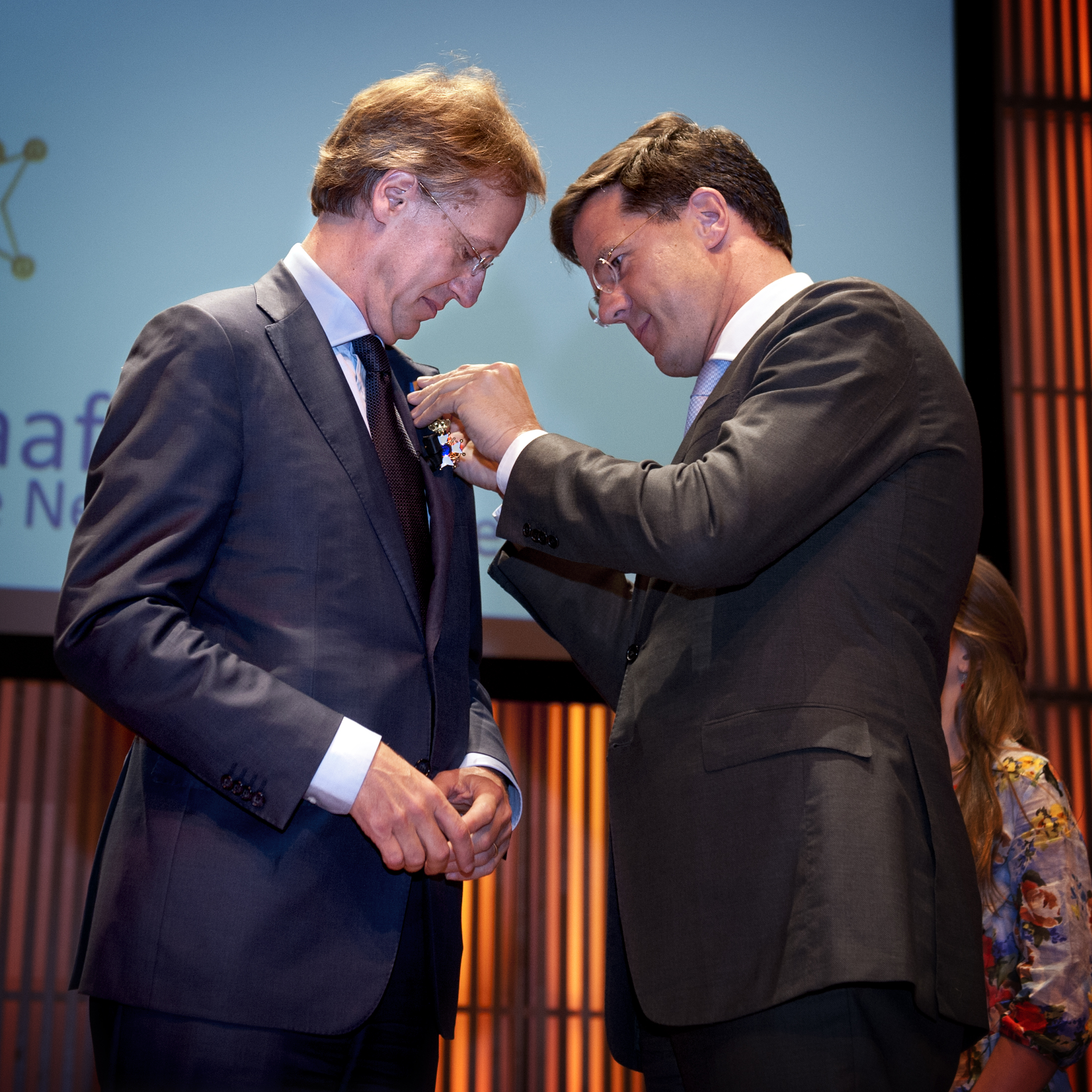
네덜란드 총리 마르크 뤼터로부터 네덜란드 사자 훈장(De Orde van de Nederlandse Leeuw)을 수여받는 데이크흐라프

데이크흐라프는 1960년 1월 24일 네덜란드 리데르커르크(네덜란드어: Ridderkerk)에서 태어났다. 1978년 위트레흐트 대학교에 입학하여 물리학을 공부하였다. 1982년 학사 학위를 받았고, 같은 대학에서 석사 및 박사 학위도 취득하였다. 박사 학위는 노벨 물리학상 수상자 헤라르뒤스 엇호프트 아래서였다. 학사 학위 취득 이후 헤리트 리트펠트 아카데미에서 회화를 공부한 적이 있다.
1989년 박사 학위를 취득한 뒤 프린스턴 대학교와 프린스턴 고등연구소에 있다가, 1992년 암스테르담 대학교에 임용되었다.
현재 암스테르담 대학교 및 프린스턴 고등연구소에 재직하고 있고, 프린스턴 고등연구소 리언 리비(영어: Leon Levy) 석좌 교수이다. 또한, 2008년 5월 1일부터 왕립 네덜란드 학회(네덜란드어: Koninklijke Nederlandse Akademie van Wetenschappen) 회장이다.